# وهمي متخيل
الوهمي المتخيل هو الصورة التي تخترعها المتخيلة باستعمال الوهم إياها، كصورة الناب أو المخلب في المنية المشبهة بالسبع.